# Lorena Miranda
Lorena Miranda Dorado (Ceuta, 7 aprile 1991) è una pallanuotista spagnola.

## Palmarès
- Giochi olimpici

Londra 2012: argento.
- Mondiali

Barcellona 2013: oro.
- Europei

Budapest 2014: oro.
- Coppa del mondo

Chanty-Mansijsk 2014: bronzo.